# DZihan & Kamien
dZihan & Kamien (que se pronuncia cómo ˈdʒiːhɑːn æn ˈkæmiɛn, "Yijan and Kamien") es un dúo conformado en Viena, Austria. Su primera producción fue el sencillo «Der Bauch» lanzado en 1996 con la firma MC Sultan fue muy popular en Europa y se agregó a numerosas compilaciones.
Su primer trabajo se llamó «Freaks & Icons» que fue lanzado en 2000 con su propia discográfica, Couch Records. Posteriormente lanzaron dos álbumes, «Refreaked» en 2001 y «Gran Riserva», con más influencia jazz, en 2002. Los tres álbumes fueron lanzados en Estados Unidos bajo el sello Six Degrees Records.

## Álbumes
- Freaks & Icons (2000)
- Refreaked (2001)
- Gran Riserva (2002)
- Live In Vienna (2004)
- Fakes (2005)
- Music Matters (2009)
- Lost and Found (2010)